# Ochoża-Pniaki
Ochoża-Pniaki – kolonia w Polsce położona w województwie lubelskim, w powiecie chełmskim, w gminie Wierzbica.
W latach 1975–1998 miejscowość administracyjnie należała do województwa chełmskiego.
Miejscowość funkcjonuje jako samodzielny byt osadniczy od roku 1952.